# Corts de Tortosa (1429-1430)
Les Corts Catalanes són convocades a Tortosa per Alfons el Magnànim i se celebraren entre el 1429 i 1430. Era President de la Generalitat Domènec Ram.
En 1429, el rei Alfons va entrar en guerra amb el Regne de Castella per la defensa dels drets dels seus germans, els Infants d'Aragó, Joan II d'Aragó i Enric I d'Empúries. Les Corts, reticents a atendre la petició de suport econòmic del rei, proposaren atendre les propostes del rei Joan II de Castella qui volia una solució negociada. L'interès per continuar amb la campanya italiana i aquesta falta de suport de les Corts forçarien, més tard, a Alfons a acceptar una pau, el tractat de Majano, signada el 16 de juliol en 1430.
Tal com varen fer amb el seu antecessor, el rei Ferran, a les Corts de Barcelona (1413), els senyors van pressionar sobre els remences i les seves reivindicacions declarant que "els pagesos havien de continuar vivint com ho havien fet sempre i que no tenien dret a proclamar la seva llibertat" i l'Església creia que els pagesos havien de continuar pagant els mateixos drets que pagaven abans de la "injusta demanda de llibertat".